# 後普拉滕科格爾山

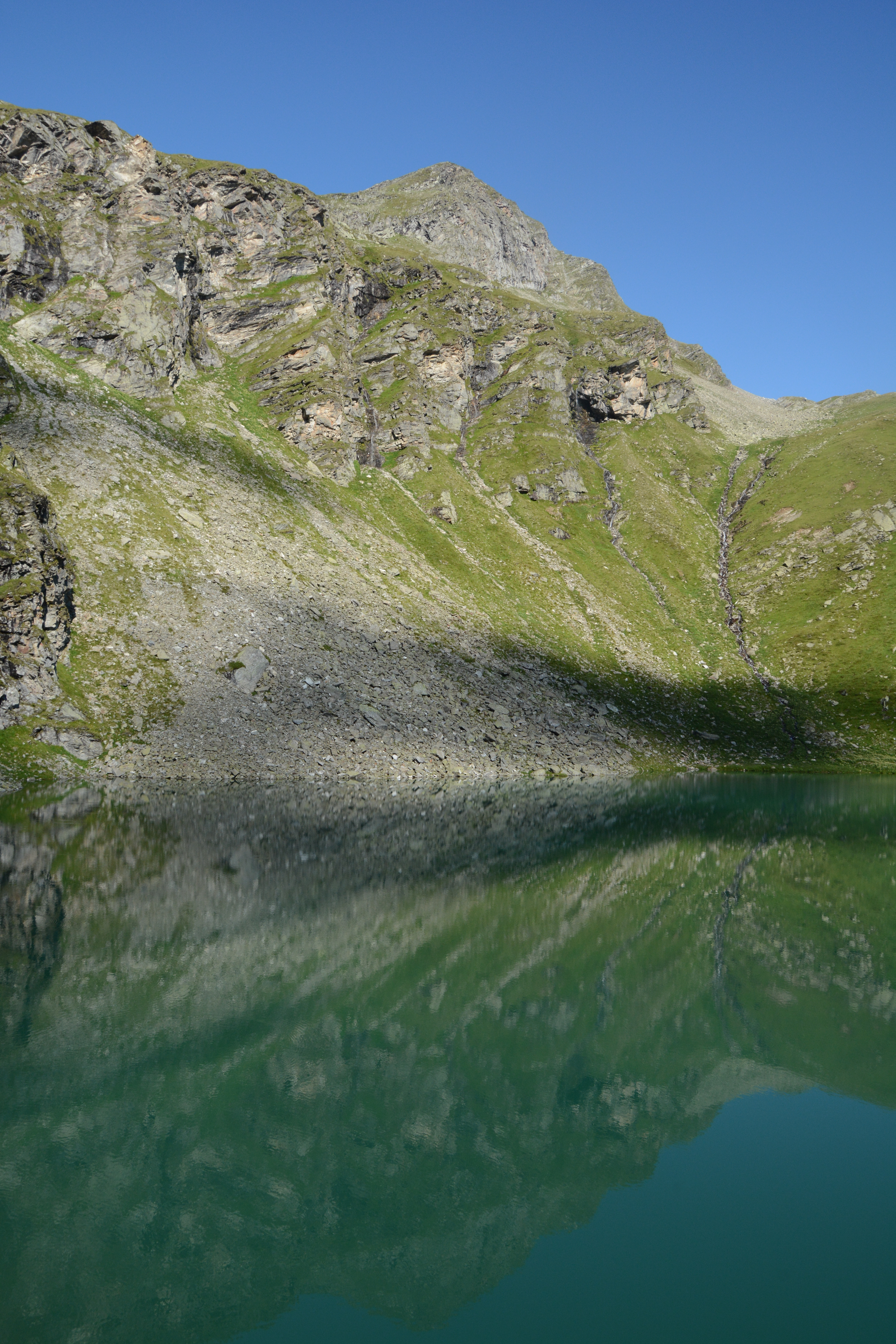

47°06′35″N 12°28′04″E / 47.109722°N 12.467778°E
後普拉滕科格爾山（德語：Hinterer Plattenkogel），是奧地利的山峰，位於該國西部，由蒂羅爾州負責管轄，屬於維內迪傑山脈的一部分，距離維爾登科格爾山0.4公里，海拔高度2,741米，每年平均降雨量2,073毫米。